# Riserva naturale delle Svalbard nord-orientali
La Riserva naturale delle Svalbard nord-orientali è un'area naturale protetta situata sulle isole Svalbard, in Norvegia. La riserva comprende le isole di Nordaustlandet, Kvitøya e l'arcipelago di Kong Karls Land (composto dalle isole di Abeløya, Helgolandøya, Tirpitzøya, Svenskøya e Kongsøya).

## Territorio
La riserva è la più grande area protetta della Norvegia: ha una superficie complessiva di 55.354 km², dei quali 18.663 km² di terra e 36.691 km²di mare. Nel suo territorio ricade l'Austfonna, il più grande ghiacciaio d'Europa. L'area confina a sud con il territorio della Riserva naturale delle Svalbard sud-orientali.

## Flora
La gran parte della riserva può essere considerata un deserto polare, ovvero un'area con scarsa o nessuna vegetazione.

## Fauna

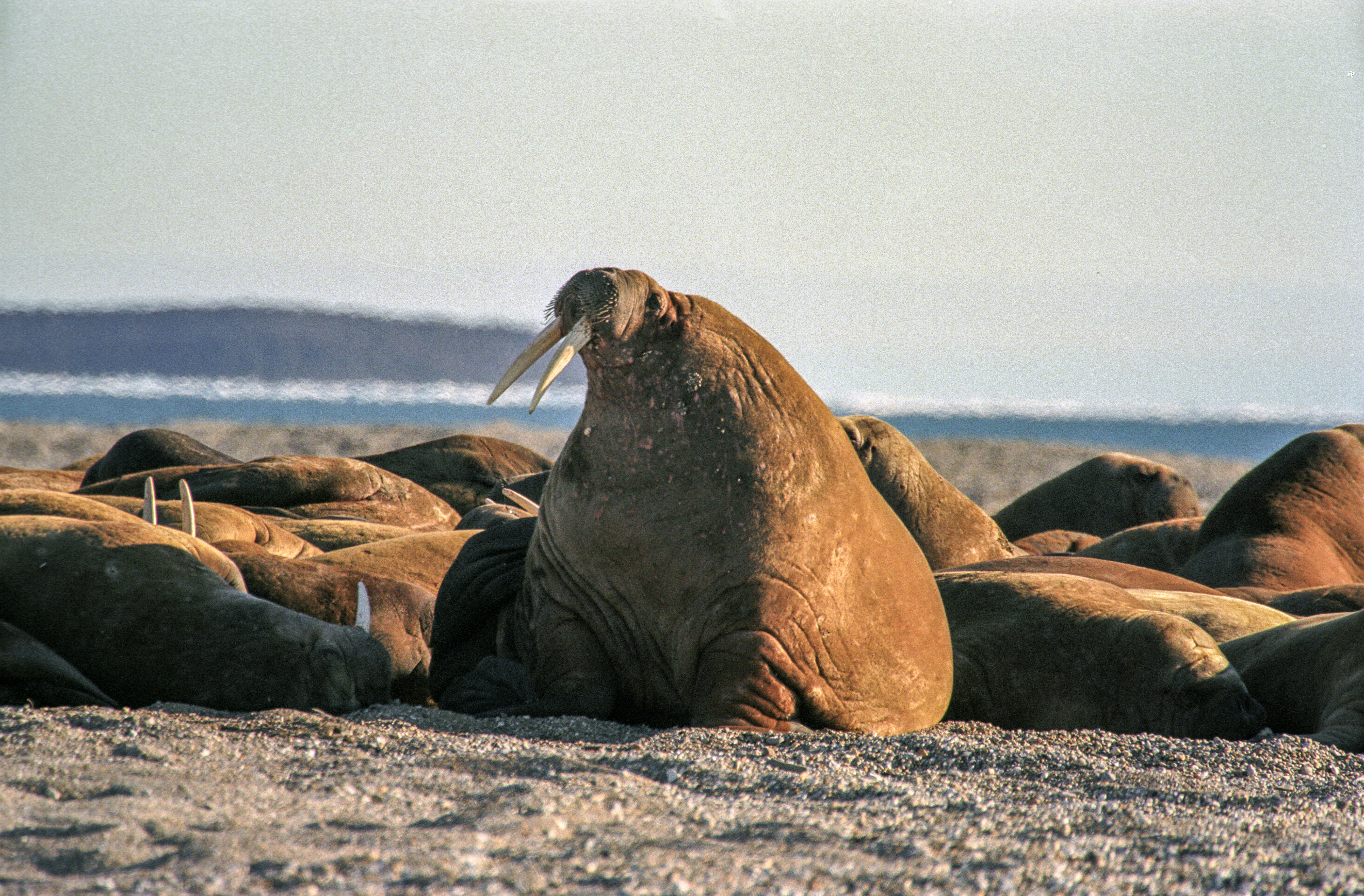
Colonia di trichechi sull'isola di Nordaustlandet

Il territorio della riserva, ed in particolare l'arcipelago di Kong Karls Land, è una importante area di riproduzione dell'orso polare (Ursus maritimus).
Numerose sono anche le colonie di trichechi (Odobenus rosmarus) che trovano aree di riposo all'interno della riserva.
Tra le specie di uccelli che nidificano in quest'area vi sono l'uria di Brünnich (Uria lomvia), l'oca colombaccio (Branta bernicla), il gabbiano di Sabine (Xema sabini) e il gabbiano d'avorio (Pagophila eburnea).